# Fatukopa
Fatukopa ist ein indonesischer Distrikt (Kecamatan) im Westen der Insel Timor.

## Geographie
| „Dorf“ (Desa) | Verwaltungssitz | Fläche    | Einwohner | Bevölkerungs- dichte |
| ------------- | --------------- | --------- | --------- | -------------------- |
| Fatukopa      | Tipa            | 20,61 km² | 1.920     | 93                   |
| Besnam        | Besnam          | 10,88 km² | 523       | 48                   |
| Taebone       | Taebone         | 13,34 km² | 1.258     | 94                   |
| Nunfutu       | Nunfutu         | 11,56 km² | 400       | 35                   |
| Nifulinah     | Nifu            | 3,2 km²   | 422       | 132                  |
| Ello          | Tuafutu         | 4,0 km²   | 363       | 91                   |
| Kiki          | Usapi Tutnae    | 2,0 km²   | 333       | 167                  |

Der Distrikt befindet sich im Nordosten des Regierungsbezirks Südzentraltimor (Timor Tengah Selatan) der Provinz Ost-Nusa-Tenggara (Nusa Tenggara Timur). Im Westen und im Süden liegt der Distrikt Ost-Amanuban (Amanuban Timur) und im Osten Nord-Amanatun (Amanatun Utara). Im Nordwesten grenzt Fatukopa an den Regierungsbezirk Nordzentraltimor mit seinem Distrikt Ostnoimuti (Noimuti Timur) und im Nordosten an den Regierungsbezirk Malaka mit seinem Distrikt Rinhat.
Fatukopa hat eine Fläche von 65,59 km² und teilt sich in die sieben Desa  Fatukopa, Besnam, Taebone, Nunfutu, Nifulinah,  Ello und Kiki. Der Verwaltungssitz befindet sich in Nunfutu.  Während Nunfutu auf einer Meereshöhe von 252 m liegt, befindet sich  Tipa (Desa Fatukopa) auf 467 m über dem Meer.  Das tropische Klima teilt sich, wie sonst auch auf Timor, in eine Regen- und eine Trockenzeit. Am regenreichsten ist der Januar mit 294,75 Millimeter Niederschlägen pro Quadratmeter. September und Oktober regnet es nicht. 2017 zählte man 126 Regentage, de 874,97 Millimeter Niederschläge pro Quadratmeter brachten.

## Flora
Im Distrikt finden sich unter anderem Vorkommen von Teak.

## Einwohner
2017 lebten in Fatukopa 5.219 Einwohner. 2.519 waren Männer, 2.700 Frauen. Die Bevölkerungsdichte lag bei 80 Personen pro Quadratkilometer. Im Distrikt gibt es drei Moscheen, sieben katholische und 23 protestantische Kirchen und Kapellen.

## Wirtschaft, Infrastruktur und Verkehr
Die meisten Einwohner des Distrikts leben von der Landwirtschaft. Als Haustiere werden Rinder (3.899), Pferde (23), Schweine (3.020), Ziegen (323) und Hühner (7.907) gehalten. Auf 1.850 Hektar wird Mais angebaut, auf 45 Hektar Reis, auf acht Hektar Maniok und auf sieben Hektar Erdnüsse. Weitere landwirtschaftliche Produkte sind unter anderem Karotten, Chili, Tomaten und Bohnen sowie Avocados, Mangos, Tangerinen, Orangen, Guaven, Papayas, Bananen und Sirsak.
In Fatukopa gibt es acht Grundschulen und zwei Mittelschulen. Weiterführende Schule fehlen. Auch gibt es zur medizinischen Versorgung nur ein kommunales Gesundheitszentrum (Puskesmas) in Nunfutu. Medizinische Versorgungszentren (Puskesmas Pembantu) oder Hebammenzentren (Polindes) in den anderen Desa gibt es nicht, ebenso wenig einen im Distrikt ansässigen Arzt. Vorhanden sind nur fünf Hebammen und acht Krankenschwestern.